# Єжмйонкі
Єжмйонкі (пол. Jerzmionki) — село в Польщі, у гміні Камень-Краєнський Семполенського повіту Куявсько-Поморського воєводства.
Населення — 114 осіб (2011).
У 1975-1998 роках село належало до Бидгощського воєводства.

## Демографія
Демографічна структура станом на 31 березня 2011 року:
|          | Загалом | Допрацездатний вік | Працездатний вік | Постпрацездатний вік |
| -------- | ------- | ------------------ | ---------------- | -------------------- |
| Чоловіки | 59      | 24                 | 31               | 4                    |
| Жінки    | 55      | 9                  | 34               | 12                   |
| Разом    | 114     | 33                 | 65               | 16                   |